# Cryptocentrus octofasciatus
Cryptocentrus octofasciatus är en fiskart som beskrevs av Regan, 1908. Cryptocentrus octofasciatus ingår i släktet Cryptocentrus och familjen smörbultsfiskar. Inga underarter finns listade i Catalogue of Life.